# Diarcuaria schizocaudata
Diarcuaria schizocaudata är en mångfotingart som beskrevs av Shelley 1999. Diarcuaria schizocaudata ingår i släktet Diarcuaria och familjen Chelodesmidae. Inga underarter finns listade i Catalogue of Life.